# Christelle Nana Tchoudjang

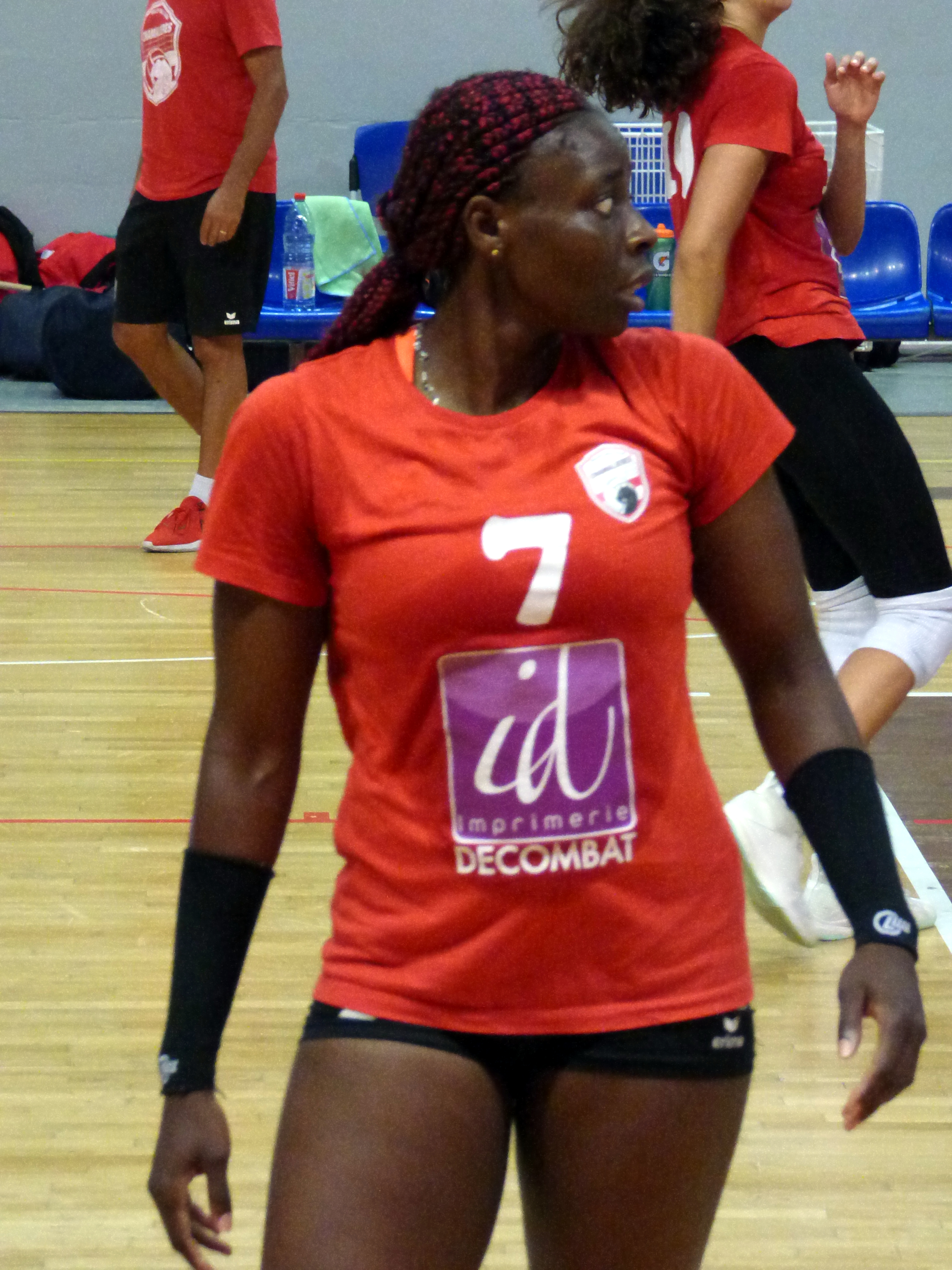
Christelle Nana Tchoudjang com o VBC Chamalières

Christelle Nana Tchoudjang (7 de julho de 1989) é uma voleibolista camaronesa.

## Carreira
Christelle Nana Tchoudjang em 2016, representou a Seleção Camaronesa de Voleibol Feminino nos Jogos Olímpicos de Verão no Rio de Janeiro, que foi 12º colocada.

## Premiações individuais
- MVP do Campeonato Africano de 2021